# Atte Pakkanen

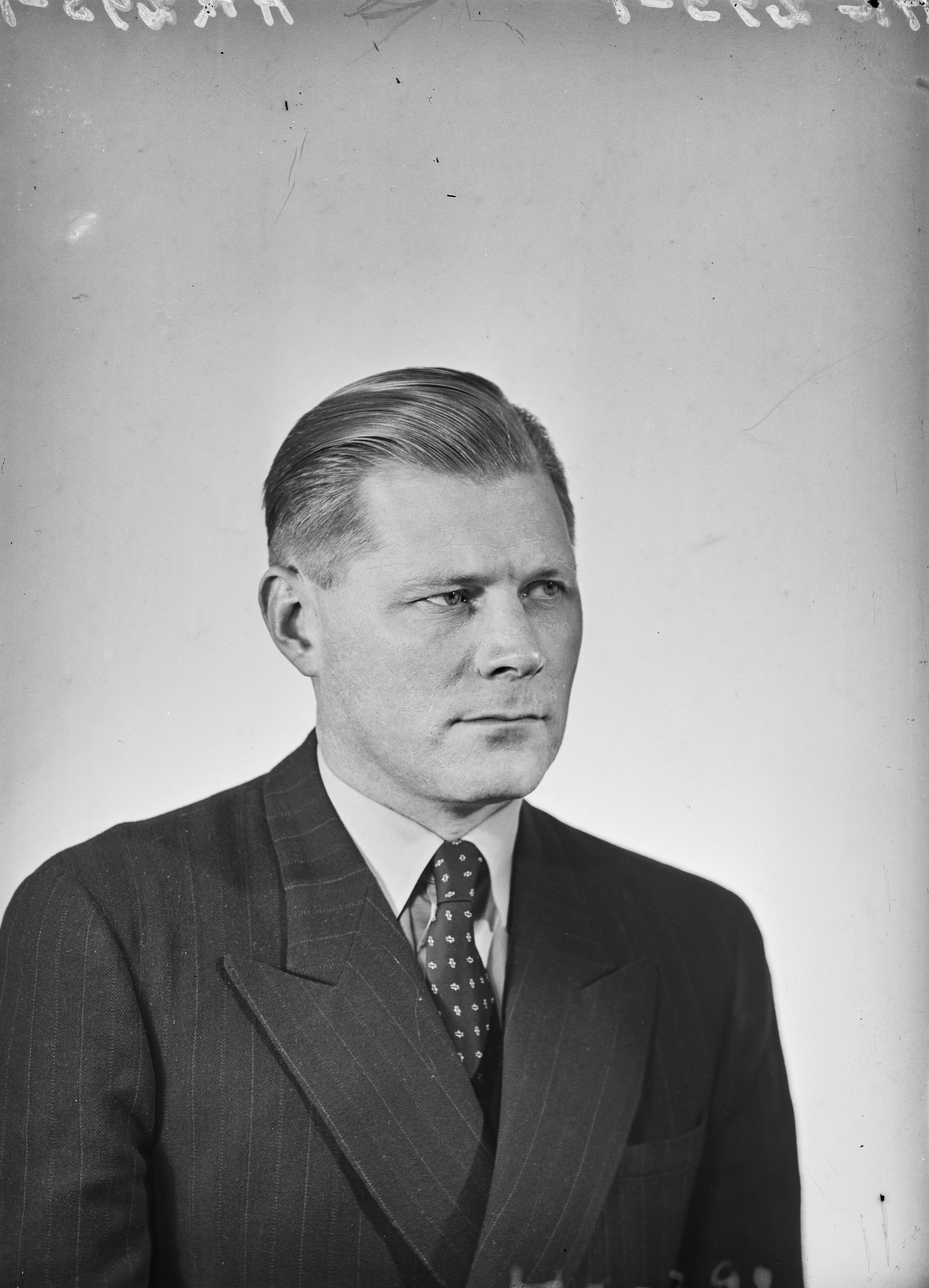
Atte Pakkanen

Atte Mikael Johannes Pakkanen (* 13. November 1912 in Urjala; † 22. Dezember 1994 in Helsinki) war ein finnischer Politiker des Landbundes ML (Maalaisliitto), der unter anderem 1957 Verteidigungsminister sowie zwischen 1958 und 1959 Innenminister Finnlands war.

## Leben
Pakkanen, Sohn von Juho Pakkanen und Hilja Oma Hilma Turunen, schloss 1936 ein Studium ab und war bis 1945 als Agronom tätig. 1945 war er kurzzeitig Sekretär des Landbundes und danach zwischen 1945 und 1950 Geschäftsführer des Jugendverbandes des Landbundes MNL (Maaseudun Nuorten Liitto).
Bei der Wahl am 1. und 2. Juli 1948 wurde er für den Landbund im Wahlkreis Pirkanmaa zum Mitglied des Reichstags gewählt, dem er fast 22 Jahre lang bis zum 22. März 1970 angehörte. Während seiner Parlamentszugehörigkeit war er Mitglied verschiedener Ausschüsse. Er war daneben zwischen 1950 und 1952 Mitarbeiter des Ministeriums für Landwirtschaft und Forsten sowie im Anschluss von 1952 bis 1954 Reporter und Moderator bei der öffentlich-rechtlichen Rundfunkgesellschaft Yleisradio, ehe er zwischen 1954 und 1955 als Landwirtschaftsagent und danach von 1955 bis 1975 als stellvertretender Vizepräsident und stellvertretender Chief Executive Officer beim Finnischen Sparkassenverband beschäftigt war.
Am 27. Mai 1957 wurde Pakkanen als Verteidigungsminister (Puolustusministeri) in das Kabinett Sukselainen I berufen und bekleidete diesen Ministerposten bis zum 1. September 1957. Zugleich fungierte er zwischen dem 27. Mai und dem 1. September 1957 auch als stellvertretender Sozialminister (Ministeri sosiaaliministeriössä). Im Kabinett Fagerholm III bekleidete er zwischen dem 29. August 1958 und dem 12. Januar 1959 den Posten des Innenministers (Sisäasiainministeri).
Er war seit 1943 mit Helvi Kansanen verheiratet.

## Weblink
- Eintrag auf der Homepage des Parlaments